# 五道棋
五道棋，是流传于中国的兩人傳統棋類遊戲，與行子的頂棋有同吃法。

## 棋具
- 棋盤為五路棋盤。
- 雙方棋子數各等於棋點總數，以兩色區分敵我。

## 棋規
- 每方輪流動下一己棋於空棋位。
- 吃子：
  - 二打一：主動造成正好三子連直線，兩枚己棋相連，另一棋為敵棋，则吃這一子。
  - 二打二：主動造成正好四子連直線，兩枚己棋相連，另兩棋為敵棋，吃這兩子。
  - 挑吃：若主動造成在两敵棋或四枚中間时，吃該些敵子。
- 被吃掉的棋子回到原擁有者手中。
- 棋子滿盤時，棋子多者獲勝。[1]

## 地方變體
在其他地方有類似遊戲，有的增加吃法、有的不同棋盤。

### 四路棋盤

#### 下四
- 流傳於江蘇。
- 吃子：
  - 二打一稱為「小吃」；二打二稱為「大吃」。
  - 四了：造成正好四枚己子在縱橫線，吃掉任意兩敵子。
- 棋子滿盤時，棋子多者獲勝。[2]

#### 四幅
- 流传于山東昌邑市。
- 吃子：
  - 二打一稱為稱為「二頂一」。
  - 四幅：造成正好四枚己子在縱橫線，吃任意兩敵子。
- 棋子滿盤時，棋子多者獲勝。[3]

#### 頂牛
- 流傳於河南靈寶。
- 棋子各方有八枚。
- 对弈过程分三階段。
  - 放子：对弈双方依次将己子放入空棋點，將手上的棋子放完才開始走子。
  - 逼子：若放子過程中，無棋子被吃掉，使得棋子放滿棋盤。則兩方除選一枚敵子移出遊戲。
  - 走子：由後手方開始輪流移動己棋，沿線一格至空鄰點。
- 吃子：無論是下子或走子階段，只要己棋主動排成以下四種排列之一吃掉一定數量的敵棋。
  - 二打一稱為「頂子」；二打二稱為「推子」。
  - 括鞭杆：正好四子連直線，三枚敵棋相連，另一枚為己棋，吃掉這三子。
  - 成鞭杆：四枚己棋以縱、橫方向連成直線，吃掉任意一敵棋。
- 消滅所有敵棋者獲勝。[4]

#### 占岡兒
流传于河南方城。
- 对弈过程分三階段。
  - 放子：对弈双方依次将己子放入空棋點，將手上的棋子放完才開始走子。
  - 逼子：若放子過程中，無棋子被吃掉，使得棋子放滿棋盤。則兩方選一枚敵子移出遊戲。
  - 走子：由後手方開始輪流移動己棋，沿線一格至空鄰點。
- 吃子：無論是下子或走子階段，只要己棋主動排成以下四種排列之一吃掉一定數量的敵棋。
  - 二打一、二打二稱為「擔挑」。
  - 推車：正好四子連直線，兩枚己棋相連，另兩枚敵棋相連，吃這兩子。
  - 打鳥：正好四子連直線，三枚敵棋相連，另一枚為己棋，吃這三子。
- 消滅所有敵棋者獲勝。[5]

### 六路棋盤

#### 下六
- 流傳於江蘇。
- 吃子：
  - 二打一稱為「小吃」；二打二稱為「大吃」。
  - 六了：造成正好六枚己子在縱橫線，吃掉任意兩敵子。
  - 夾吃：兩枚己棋主動在同線上夾住一枚敵棋，吃這一子。
  - 挑吃：一枚己棋主動至在同線兩枚敵棋的中間鄰點，吃這兩子。
- 棋子滿盤時，棋子多者獲勝。[2]